# Quận Bắc, Tân Trúc

Vị trí tại thành phố Tân Trúc

Quận Bắc (tiếng Trung: 北區; bính âm: Běi Qū, Hán Việt: Bắc khu) là một khu (quận) của thành phố Tân Trúc, tỉnh Đài Loan, Trung Hoa Dân Quốc (Đài Loan). Quận là trung tâm hành chính của thành phố Tân Trúc. Diện tích của quận là 15,7264 km², dân số vào tháng 8 năm 2011 là 145.908 người thuộc 51.312 hộ gia đình, mật độ cư trú đạt 9277,9 người/km².